# Banjol (Chorwacja)
Banjol – wieś w Chorwacji, w żupanii primorsko-gorskiej, w mieście Rab. W 2011 roku liczyła 1907 mieszkańców.